# Koen Casteels
Koen Casteels (n. 25 iunie 1992, Bonheiden, Flandra, Belgia) este un fotbalist profesionist Belgian⁠(d) care joacă ca portar la clubul din Liga Profesionistă din Arabia Saudită Al-Qadsiah și la echipa națională a Belgiei.
Format la Genk, Casteels și-a petrecut cea mai mare parte a carierei profesionale în Germania cu TSG Hoffenheim, Werder Bremen (împrumutat) și VfL Wolfsburg, având peste 200 de apariții în Bundesliga.
Casteels a strâns în total 37 de apariții la naționalele de tineret ale Belgiei. A fost chemat pentru prima dată la naționala mare a Belgiei în 2013 și a făcut parte din echipa lor care a ajuns pe locul al treilea la Campionatul Mondial din 2018.

## Titluri
Genk
- Prima Divizie Belgiană: 2010–11
- Cupa Belgiei: 2008-09

VfL Wolfsburg
- DFL-Supercup: 2015

Belgia
- Locul trei la Campionatul Mondial de Fotbal: 2018

### Individual
- Cel mai bun portar din Bundesliga potrivit revistei Kicker: 2017–18[5]